# Basilique byzantine de Chersonèse
La basilique byzantine de Chersonèse est une ruine de l'ancienne cité grecque Chersonèse en Crimée.

## Historique
Elle est aussi connue sous le nom de basilique de 1935 car c'est la date de sa découverte par Grigori Belov, elle a été bâtie sur un temple existant. Elle a été rendue célèbre, entre autres, par sa présence sur des billets de banque. La basilique est classée en Russie.

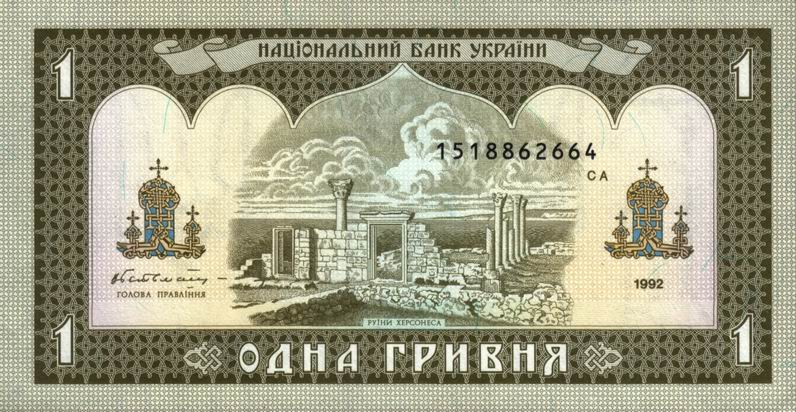
Billet de 1992 de 1 Hryvnia.
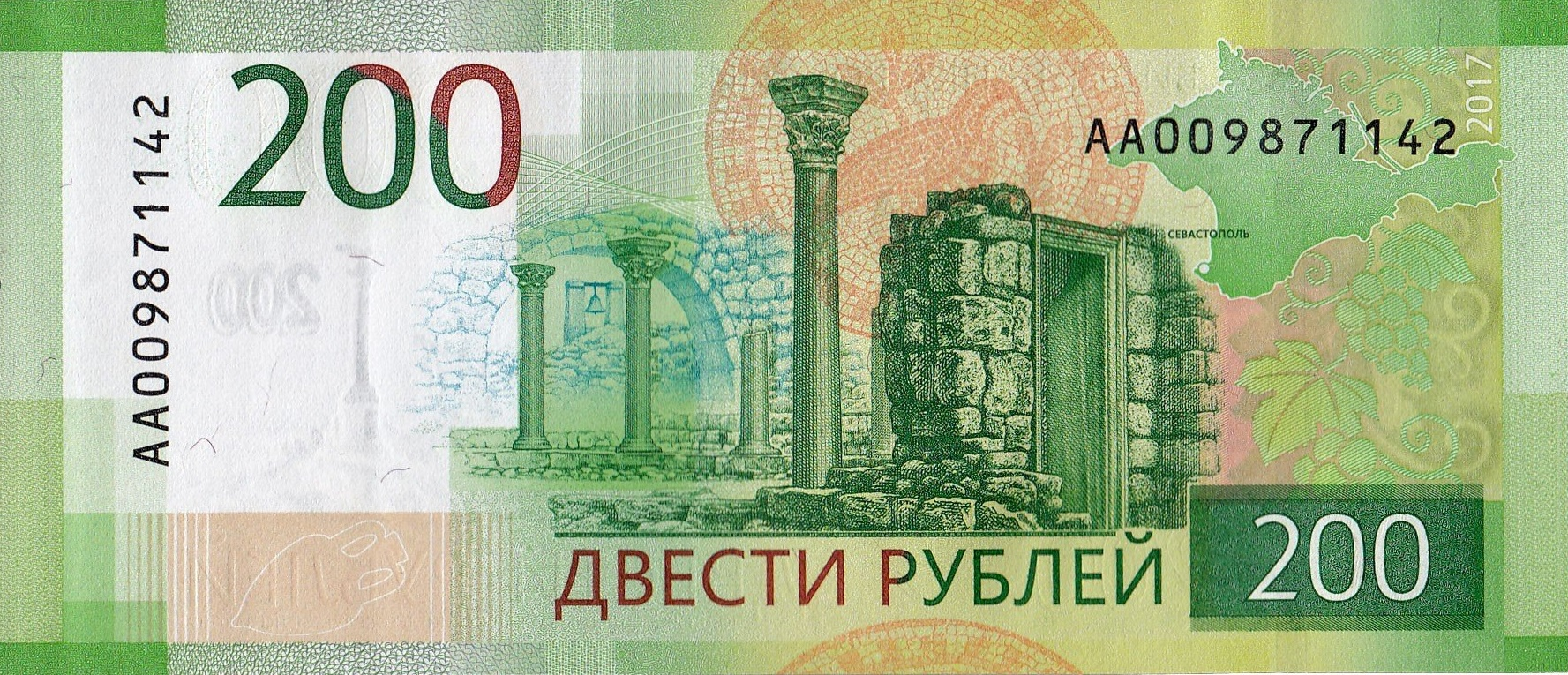
Billet de 200 roubles de 2017.
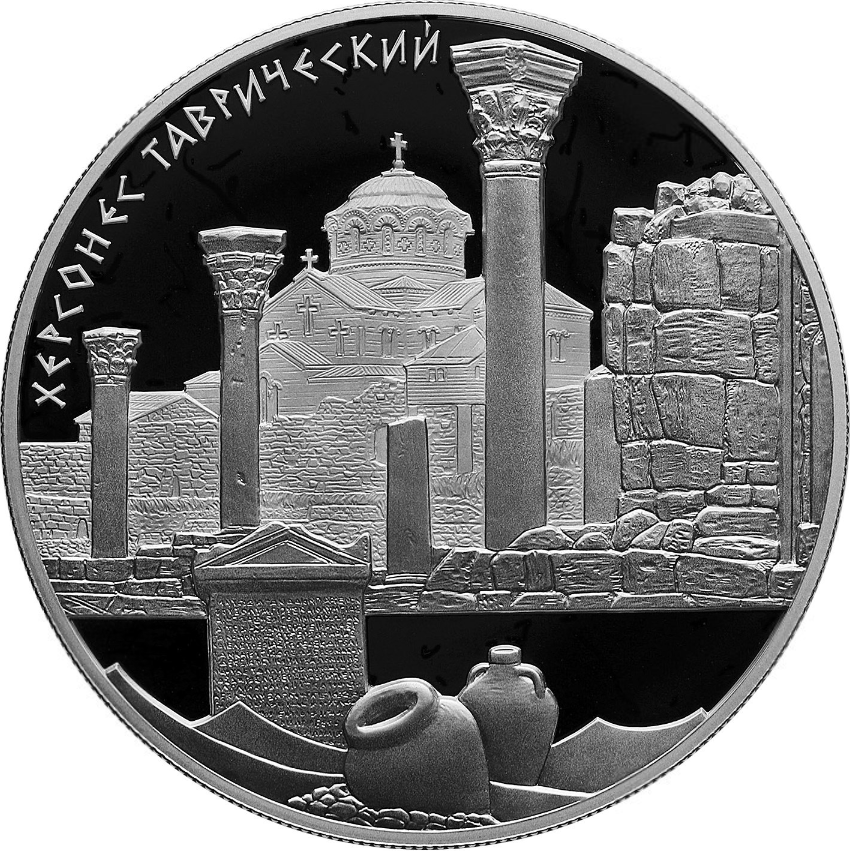
Pièce de 25 roubles de 2017.
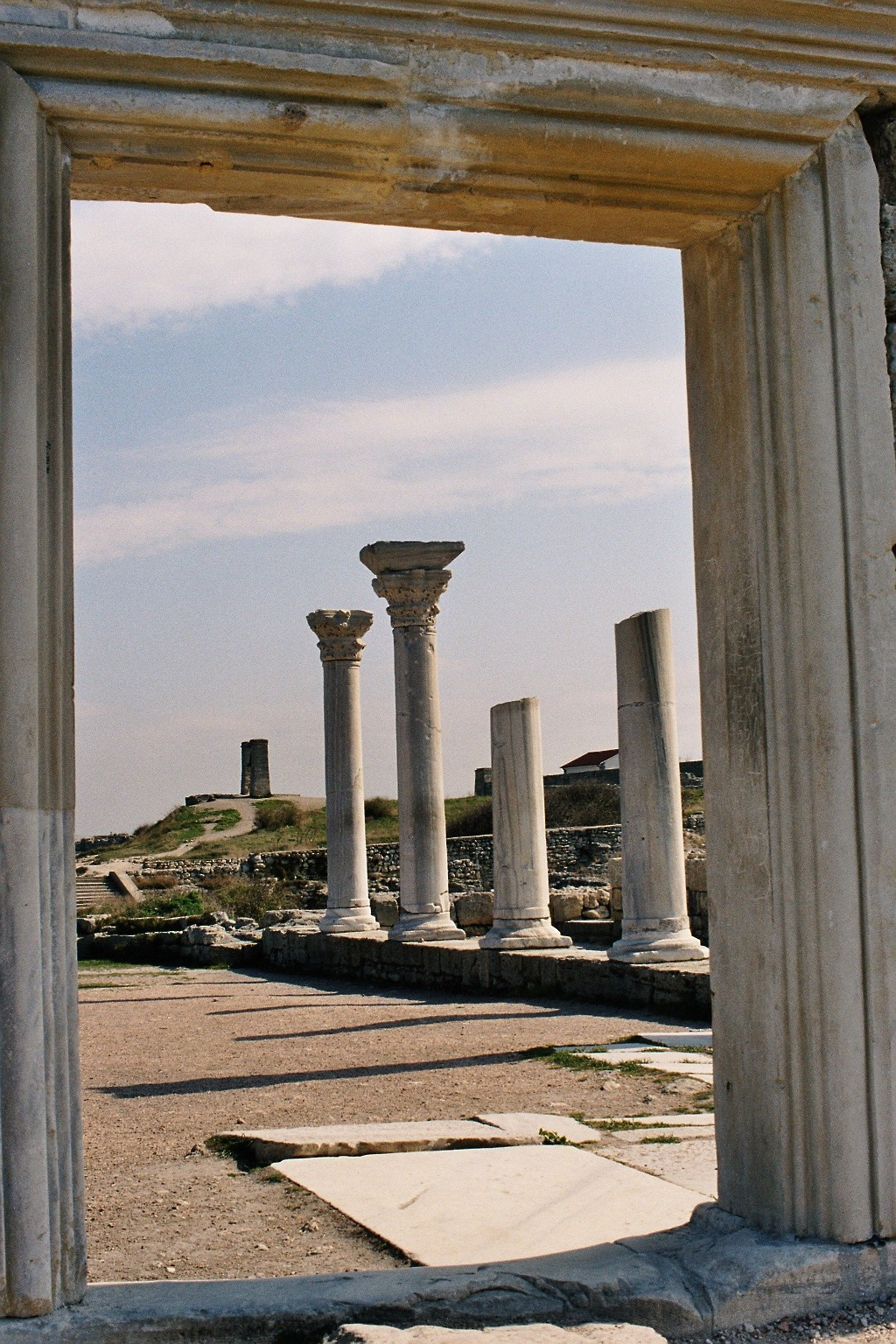
Colonade.